# هل كان يسوع موجودا
هل كان يسوع موجودًا؟: الحجة التاريخية عن يسوع الناصري كتاب من تأليف بارت إيرمان البروفسور في جامعة كارولينا الشمالية في تشابل هيل، والباحث في النقد النصي للعهد الجديد، صدر الكتاب في 2012 من نشر هاربر كولنز، يتحدث الكتاب عن يسوع التاريخي أو يسوع من الناحية التاريخية وليس من الناحية الدينية، فالكتاب يدعم فكرة وجود شخصية يسوع المسيح في التاريخ معارضًا ما يُطلق عليه "نظرية أسطورة يسوع"، حيث يسوق إيرمان الأدلة التاريخية على وجود المسيح، حيث يقول: «مهما كنت تعتقد بشأن المسيح؛ فإنه بالتأكيد كان موجودًا.»

## الأدلة التي يسوقها الكاتب
يذكر إيرمان أن النقطة التي اعتمد عليها صاحبو نظرية أسطورة المسيح منذ ظهورها لأول مرة في نهاية القرن 18 كانت عدم وجود ما يُثبت وجود يسوع في السجلات الرومانية، ويرد على ذلك بأنه لا توجد سجلات رومانية لأي أحد تقريبًا، ولكن هناك ذكر للمسيح في عدة أعمال رومانية تاريخية دُوّنت بعد عقود فقط من موت يسوع. وعلى الرغم من أن الكتابات الإنجيلية قد لا تعتبر مصدرًا تاريخيًا موثوقًا لانحيازها ولا يمكن الاعتماد عليها في كثير من النواحي، إلا أنها لا تزال تحتوي على بعض الموثوقية التاريخية. كما يسوق إيرمان العديد من الشهادات المستقلة عن وجود يسوع.

## انتقاد أصحاب نظرية أسطورة يسوع
بالرغم من ترك بارت إيرمان للديانة المسيحية وتحوله لللا أدرية، وقيامه بكتابة العديد من الكتب التي تنتقد الكتاب المقدس نفسه، إلا إن كتابه «هل يسوع موجود؟» تعرض لانتقادات لاذعة من أصحاب نظرية أسطورة يسوع. وعلق إيرمان على ذلك بأن  أصحاب نظرية أسطورة يسوع يحركهم دافع الرغبة في الدفاع عن معتقداتهم بدلًا من فحص الأدلة التاريخية.

## استقبال الكتاب
رحب بعض المسيحيين الإنجيليين بالكتاب بشدة بالرغم من اختلافهم مع بارت إيرمان بسبب كتبه السابقة على الرغم من أن أسلوب المؤلف لم يتغير ولم تتغير مواقفه. قام أحد أصحاب نظرية أسطورة يسوع يُدعى ريتشارد كارير بالرد على النقاط التي يحتويها الكتاب على مدونته، ثم رد عليه بارت إيرمان أيضًا على مدونته الخاصة.

## وصلات خارجية
- Earl Doherty’s response to Bart Ehrman‘s Did Jesus Exist?